# Сова Аджей, Эммануэль
Эммануэль Сова Аджей (англ. Emmanuel Sowah Adjei; 16 января 1998 года, Гана) — ганский футболист, защитник бельгийского клуба «Эйпен».

## Клубная карьера
Сова Аджей является воспитанником ганского клуба «Дримс». В январе 2016 года он перешёл в академию бельгийского «Андерлехта». Перед сезоном 2016/17 тренировался в основной командой. 21 августа 2016 года дебютировал в Лиге Жюпиле в поединке против «Эйпена», выйдя на замену на 70-й минуте вместо Диего Капеля. После этого, он продлил свой контракт с клубом до лета 2019 года.

## Достижения
- Чемпион Бельгии: 2016/17
- Обладатель Суперкубка Бельгии: 2017